# Качатори (Монца и Бријанца)
Качатори је насеље у Италији у округу Монца и Бријанца, региону Ломбардија.
Према процени из 2011. у насељу је живело 258 становника. Насеље се налази на надморској висини од 219 м.